# 速記本
速記本（そっきぼん）は落語や講談など、主として話芸の分野における口演筆録の刊行物である。明治時代半ばから後期にかけて流行した通俗的な読み物で、講談を対象とするものは特に講談本（こうだんぼん）とも称する。
1884年に刊行された三遊亭圓朝口演『牡丹灯籠』から始まり、速記術の発展と口語体の普及にも影響した。寄席に行かずに落語を知る画期的な方法として明治時代に人気を博した。その後、落語や講談の速記本が次々と出版され、新聞や専門誌『百花園』の創刊など、速記による読み物が流行した。明治末には大阪の『立川文庫』や東京の『講談倶楽部』が創刊され、これが大衆文学形成の基礎となった。速記本は講談や落語を学ぶ手段としても広く利用され、落語家の桂文團治や作家の小林信彦にも影響を与えた。

## 概要
1884年（明治17年）刊行の三遊亭圓朝口演の『牡丹灯籠』が日本における始まりといわれている。明治以降、ジャーナリズムの発展もあって速記の需要が高まり、それを受けて、また外国の影響もあって速記術が著しく発展したことが成立の背景である。これはまた、言文一致運動や口語体の普及に大きな影響をあたえた。
『牡丹灯籠』速記本は、当時速記講習会を卒業したばかりの若林玵蔵・酒井昇造が速記の効用宣伝を目的にして成されたものであったが、これにより『塩原多助一代記』『英国孝子之伝』といった圓朝の口演のほか、落語や講談の速記本がつぎつぎに発刊された。新聞でも2代目松林伯圓、初代松林伯知、3代目一龍斎貞山の連載講談が掲載されるようになった。
1889年（明治22年）、東京の金蘭社から落語・講談速記専門誌の『百花園』が創刊されている。
講談を載せない『東京朝日新聞』でも半井桃水や村上浪六などの通俗的な歴史読物が掲載され、『文芸倶楽部』でも落語・講談の増刊号が売れ行きをのばした。日露戦争後から始まる講談を口述に似せて書く「書き講談」が人気を得るようになった。
1911年（明治44年）、大阪で『立川文庫』が発刊された。これは講談師玉田玉秀斎らが中心となって講談を読み物として再編集したものであったが、こうした講談本の成立はその後の大衆文学に大きな影響を与えた。同年、東京では、国民新聞社の望月茂と伊藤源宗が大日本雄弁会の野間清治に話を持ちかけた結果、速記講談を主にした『講談倶楽部』が創刊された。
上方落語家の4代目桂文團治（1962年死去）は、当初講談を志していたが特定の師匠がいなかった。その頃の苦労話として、みずから速記本を購入して暗記し、それに落語の要素を加えて口演したという逸話がのこる。なお、少年時代の小林信彦が愛読したのは、落語の速記本であったという。